# Cava de Don Miguel

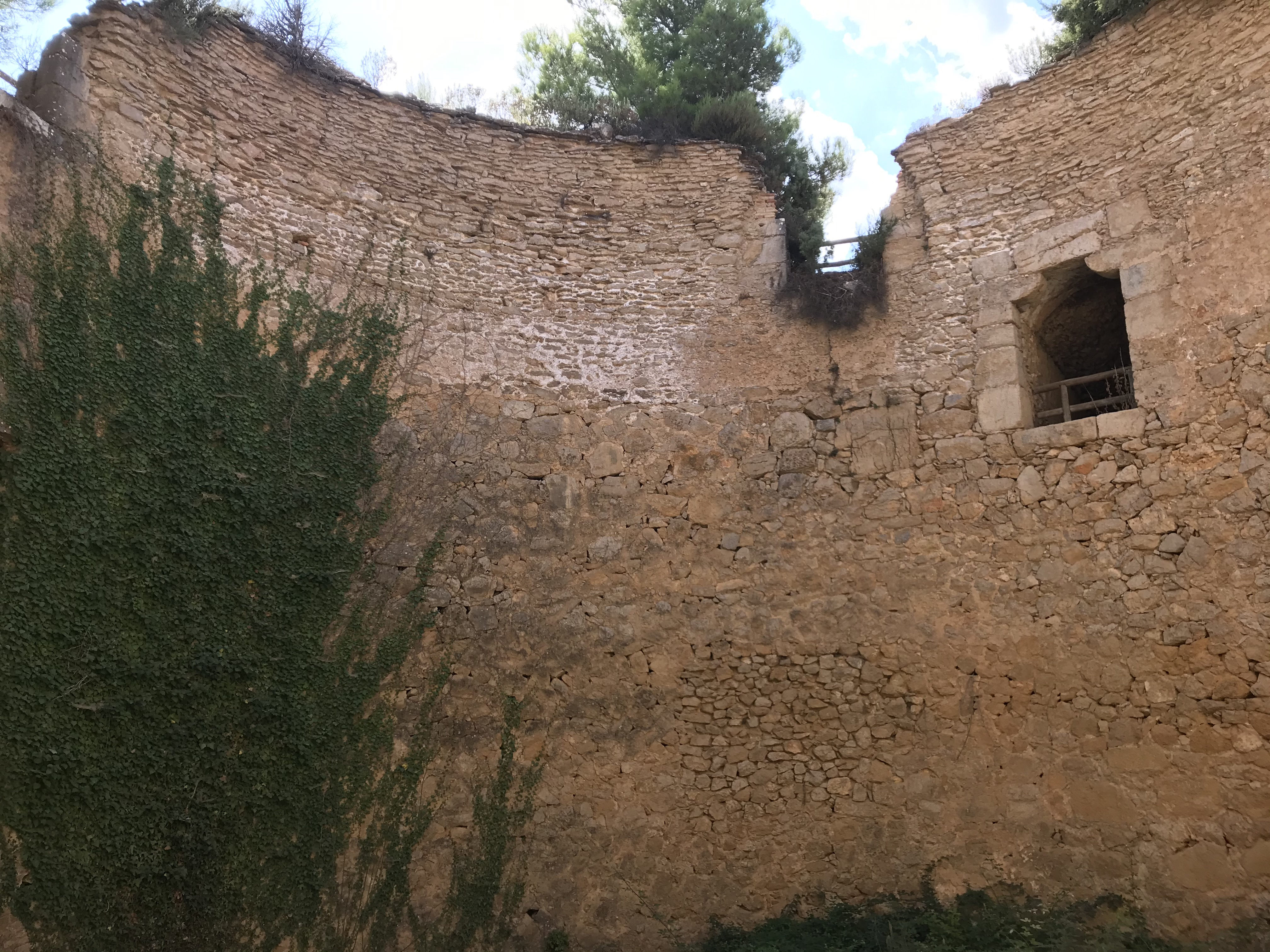
Interior de la cava

La cava de Don Miguel (o cava d'En Miquel) és un pou de neu que es troba en la cresta septentrional de la Serra de Mariola, al nord del Mas dels Arbres, a 1.050 metres d'altura, en el terme del municipi valencià de Bocairent (la Vall d'Albaida), tocant amb el d'Alfafara (el Comtat).
L'aspecte extern de la cava destaca per la presència d'un basament de vora 40 m d'amplitud reforçat amb huit contraforts, necessaris per a elevar l'altitud del depòsit, el qual, a diferència d'altres caves, no és subterrani o ho és només en part, degut al fet que el substrat calcari en dificultava l'excavació.
L'interior de la planta és circular, revestit de maçoneria i morter. En les zones inferiors s'observa la roca tallada amb senyals de les perforacions de barrinat. Té un diàmetre de 14,50 metres i una altura de 10,20 metres. La cava té tres boques d'accés situades a diferents nivells: per la més baixa al sud-est, s'accedix a la base del pou a través d'un passadís; l'accés al nivell mitjà sud-oest presenta una estança contigua o refugi amb restes d'un banc i una ximenera, el sostre voltat de la qual apareix mig afonat; la superior (NW), és una estança voltada de planta atrompetada.

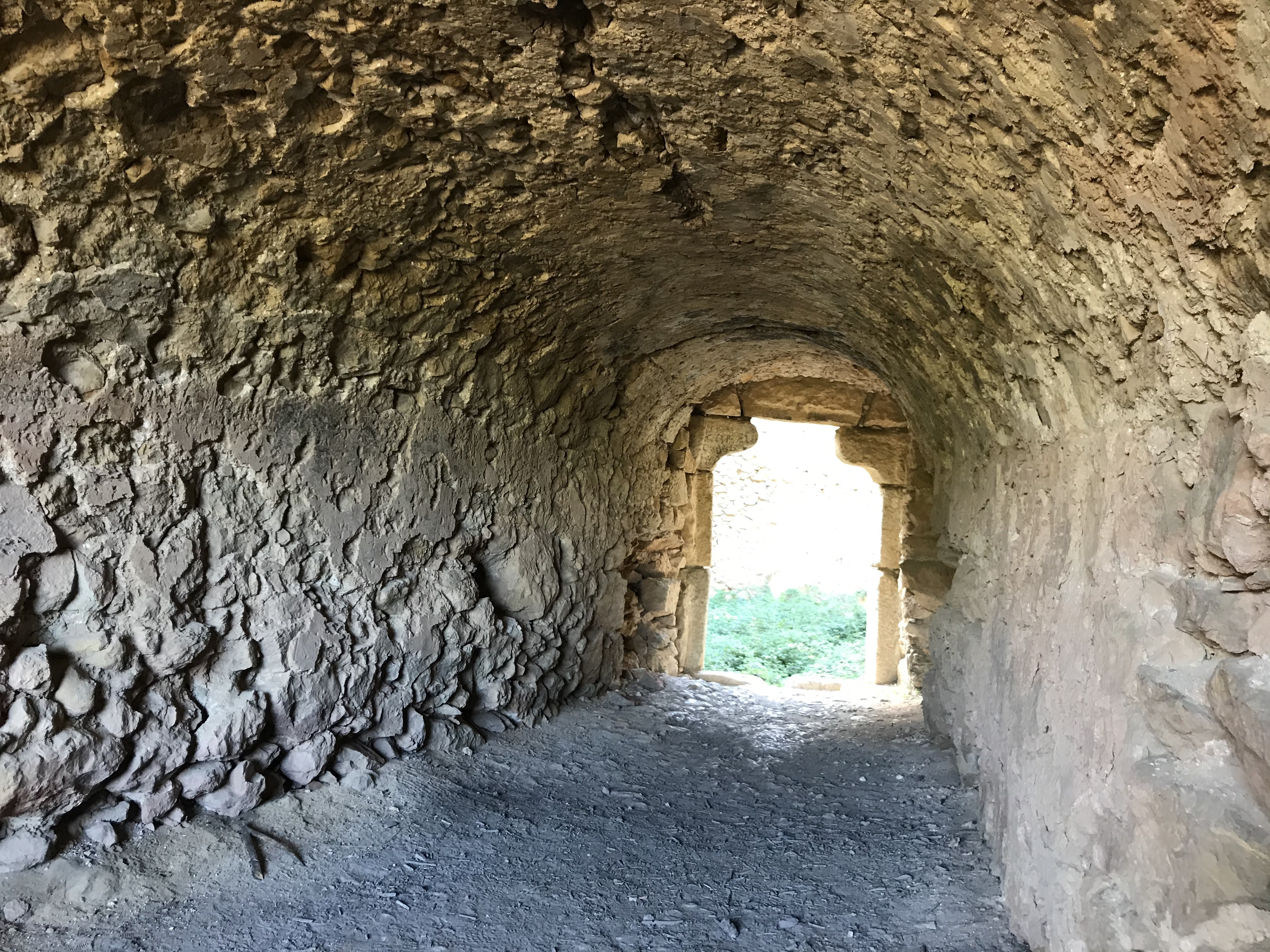
Porta de la cava

Dos de les portes són d'arc deprimit convex i la del nivell mitjà amb llinda plana formada per una sola peça. El sostre és voltat. Les restes de la coberta permeten distingir l'inici d'una falsa volta amb un aparell de lloses pedra i morter.
A 130 metres de la cava, en direcció sud, hi ha un aljub que aprofitaria per a arreplegar les aigües del desgel del depòsit.
En un carreu exterior es pot llegir part d'una inscripció on s'aprecia «…de…1780 / l'Any 1792». Segons fonts documentades, es va construir en la primera mitat del segle xvii per la ciutat de Xàtiva.
Es pot accedir a la cava únicament a peu, a través del sender de petit recorregut PR-CV 370.